# Tillandsia rauschii
Tillandsia rauschii är en gräsväxtart som beskrevs av Werner Rauh och C.O.Lehm. Tillandsia rauschii ingår i släktet Tillandsia och familjen Bromeliaceae. Inga underarter finns listade i Catalogue of Life.

## Bildgalleri

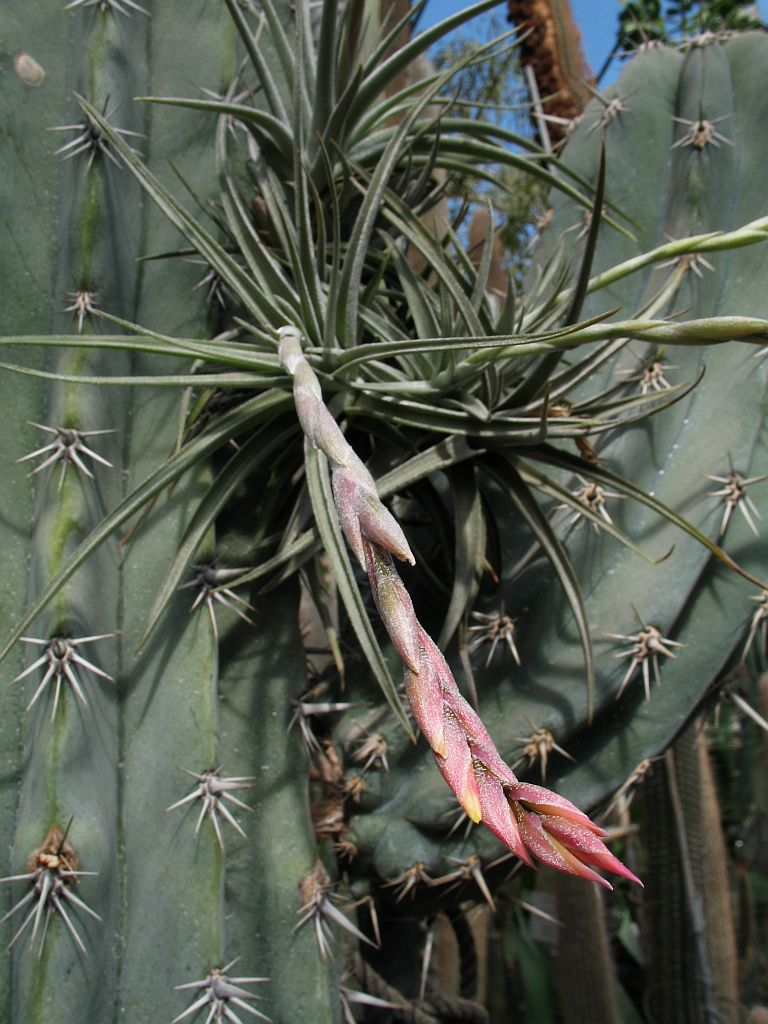